# Хэй, Уильям, 10-й граф Эррол
Уильям Хэй, 10-й граф Эррол (англ. William Hay, 10th Earl of Erroll; до 1597 — 7 декабря 1636) — шотландский дворянин и наследственный лорд-верховный констебль Шотландии.

## Биография
Старший сын Фрэнсиса Хэя, 9-го графа Эррола (1564—1631), от его третьей жены леди Элизабет Дуглас (? — 1631), дочери Уильяма Дугласа, 6-го графа Мортона (ок. 1540—1606), и леди Агнес Лесли.
Он был известен как «лорд Хэй». В январе 1611 года вместе с графом Пембруком и лордом Виндзором он сопровождал французского дипломата, маршала де Лавердена, из Кройдона в Ламбет.
16 июля 1631 года после смерти своего отца Уильям Хэй унаследовал титулы 10-го графа Эррола и 11-го лорда Хэя. Он стал членом Тайного совета 28 мая 1633 года. Он также унаследовал титул 14-го лорда-верховного констебля Шотландии и принял участие в шотландской коронации короля Карла I Стюарта в Холирудском аббатстве 18 июня 1633 года.
Граф вел такой экстравагантный образ жизни, что был вынужден продать фамильные земли в Эрроле, которые были пожалованы его предкам королем Шотландии Вильгельмом Львом в XII веке.

## Брак и дети
В сентябре 1618 года Уильям Хэй женился на Энн Лайон (? — 8 февраля 1637), дочери Патрика Лайона, 1-го графа Кингхорна (1575—1615), и Энн Мюррей (1579—1618). У них были следующие дети:
- Гилберт Хэй, 11-й граф Эррол (13 июня 1631 — октябрь 1674)
- Леди Маргарет Хэй (? — 19 апреля 1695), 1-й муж с 1638 года лорд Генри Кер (? — 1642/1643), сына Роберта Кера, 1-го графа Роксбурга; 2-й муж с 1644 года Джон Кеннеди, 6-й граф Кассилис (? — 1668)[4].